# Remicourt (Marne)
Remicourt ist eine französische Gemeinde mit 57 Einwohnern (Stand 1. Januar 2022) im Département Marne in der Region Grand Est. Sie gehört zum Kanton Argonne Suippe et Vesle und zum Arrondissement Châlons-en-Champagne. 

## Geografie
Die Gemeinde Remicourt liegt an einer Flussschleife der Ante am Südwestrand der Argonnen. Sie ist umgeben von folgenden Nachbargemeinden:
| Épense   |                                             | La Neuville-aux-Bois |
| Noirlieu | Kompassrose, die auf Nachbargemeinden zeigt | Givry-en-Argonne     |
|          | Saint-Mard-sur-le-Mont                      |                      |

## Bevölkerungsentwicklung

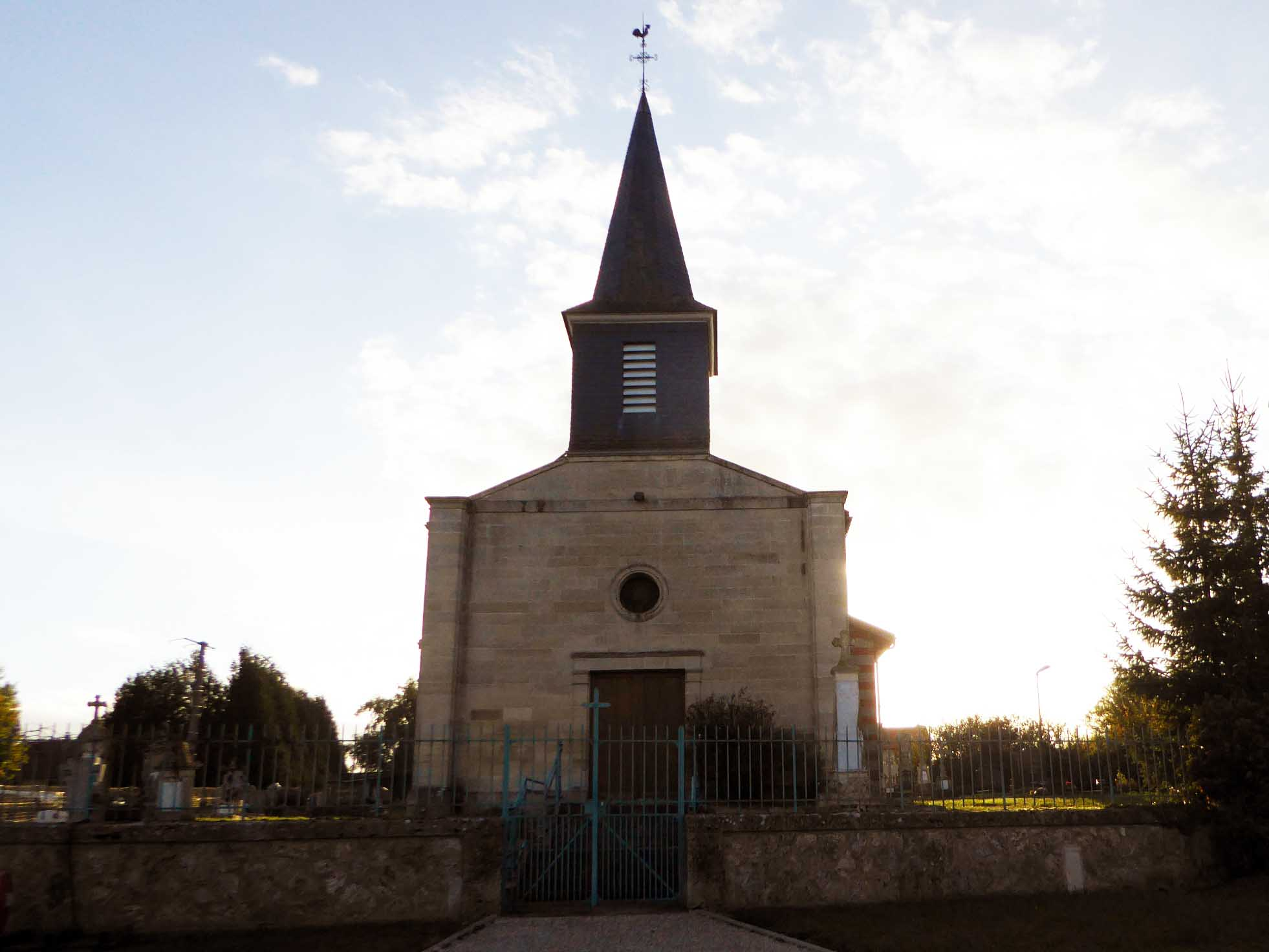
Kirche Saint-Nicolas

| Jahr                       | 1962 | 1968 | 1975 | 1982 | 1990 | 1999 | 2008 | 2018 |
| -------------------------- | ---- | ---- | ---- | ---- | ---- | ---- | ---- | ---- |
| Einwohner                  | 82   | 81   | 68   | 66   | 67   | 70   | 65   | 59   |
| Quellen: Cassini und INSEE |      |      |      |      |      |      |      |      |